# Орлов Олег Юрійович
Оле́г Ю́рійович Орло́в (1991—2014) — молодший сержант Збройних сил України, учасник російсько-української війни.

## Життєпис
Освіта: 
навчався в Уманській загальноосвітній школі № 3, випускник Уманського агротехнічного коледжу.
Проходив строкову військову службу в лавах Збройних Сил України.
Після демобілізації повернувся до міста Умань. Працював у Публічному акціонерному товаристві «Уманський завод „Мегомметр“».
Призваний за мобілізацією в березні 2014-го, командир гармати 2-го гаубичного самохідного артилерійського взводу гаубичного самохідного артилерійського дивізіону, 72-а окрема механізована бригада (військова частина А2167, місто Біла Церква Київської області).
23 липня 2014-го загинув під час артилерійського обстрілу з боку російського кордону поблизу села Червона Зоря Шахтарський район Донецька область.
Похований в Умані на кладовищі «Софіївська слобода» 27 липня 2014 року.

## Нагороди та вшанування
- 14 листопада 2014 року за особисту мужність і героїзм, виявлені у захисті державного суверенітету та територіальної цілісності України, вірність військовій присязі під час російсько-української війни, відзначений — нагороджений орденом «За мужність» III ступеня (посмертно).
- 1 вересня 2016-го в уманській ЗОШ № 5, котру закінчив Олег Орлов, відкрито меморіальну дошку його честі.
- нагороджено медаллю за заслуги перед Черкащиною та Почесною Грамотою.
- Почесний громадянин Умані (Рішення 74-ї сесії Уманської міської ради від 17 вересня 2015 року; посмертно)